# San Ginesio

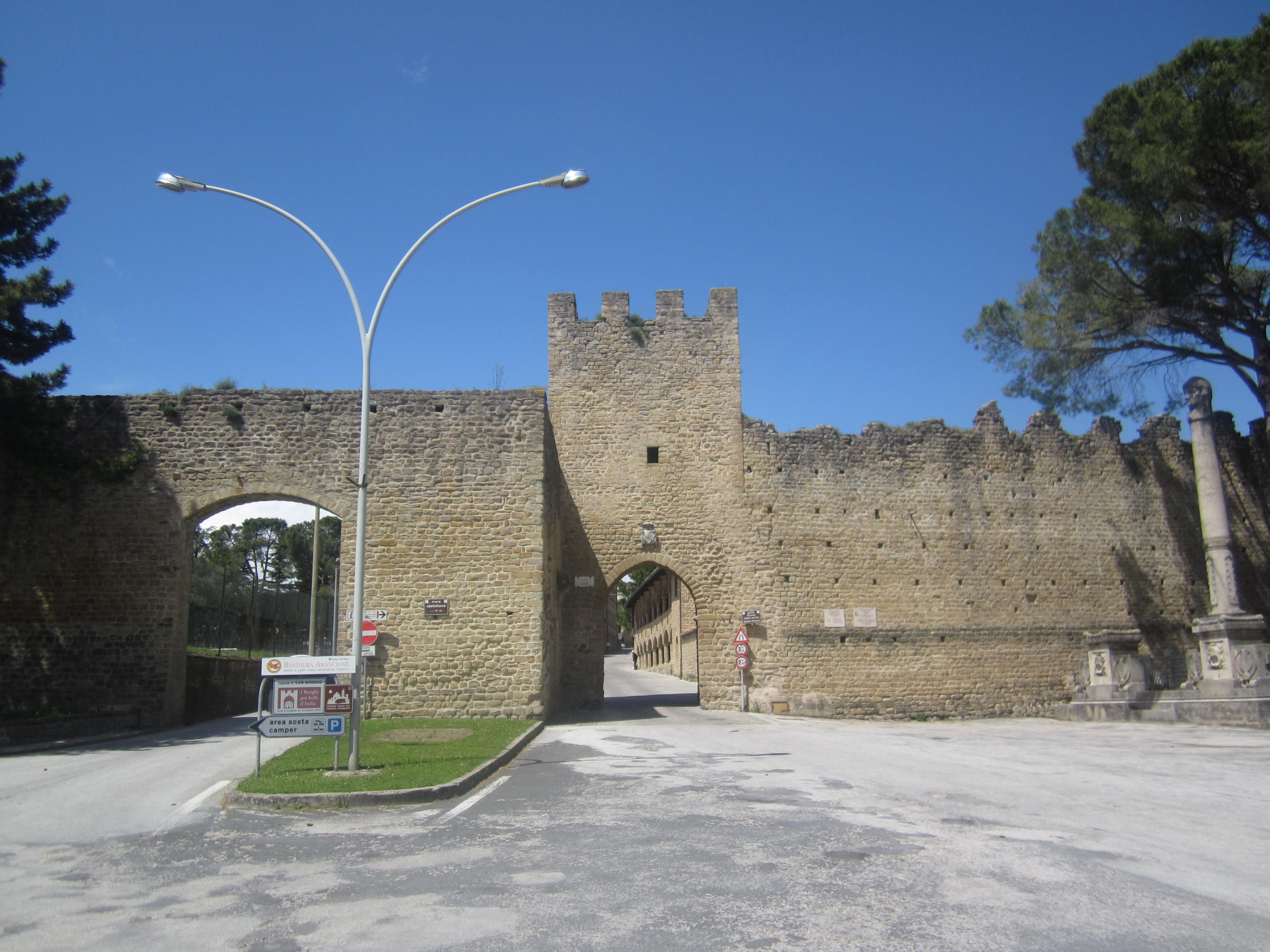
Porta Picena, San Ginesio

San Ginesio is een gemeente in de Italiaanse provincie Macerata (regio Marche) en telt 3872 inwoners (31-12-2004). De oppervlakte bedraagt 77,7 km², de bevolkingsdichtheid is 50 inwoners per km².

## Demografie
San Ginesio telt ongeveer 1492 huishoudens. Het aantal inwoners daalde in de periode 1991-2001 met 5,8% volgens cijfers uit de tienjaarlijkse volkstellingen van ISTAT.
| Jaar | Inwoneraantal |
| ---- | ------------- |
| 1991 | 4031          |
| 2001 | 3799          |

## Geografie
De gemeente ligt op ongeveer 680 m boven zeeniveau.
San Ginesio grenst aan de volgende gemeenten: Acquacanina, Camporotondo di Fiastrone, Cessapalombo, Colmurano, Fiastra, Gualdo, Ripe San Ginesio, Sant'Angelo in Pontano, Sarnano, Tolentino.
Acquacanina · Apiro · Appignano · Belforte del Chienti · Bolognola · Caldarola · Camerino · Camporotondo di Fiastrone · Castelraimondo · Castelsantangelo sul Nera · Cessapalombo · Cingoli · Civitanova Marche · Colmurano · Corridonia · Esanatoglia · Fiastra · Fiuminata · Gagliole · Gualdo · Loro Piceno · Macerata · Matelica · Mogliano · Monte Cavallo · Monte San Giusto · Monte San Martino · Montecassiano · Montecosaro · Montefano · Montelupone · Morrovalle · Muccia · Penna San Giovanni · Petriolo · Pieve Torina · Pioraco · Poggio San Vicino · Pollenza · Porto Recanati · Potenza Picena · Recanati · Ripe San Ginesio · San Ginesio · San Severino Marche · Sant'Angelo in Pontano · Sarnano · Sefro · Serrapetrona · Serravalle di Chienti · Tolentino · Treia · Urbisaglia · Ussita · Valfornace · Visso
1. ↑  https://demo.istat.it/?l=it.